# Hrabstwo Logan (Kansas)

Piramida wieku hrabstwa

Hrabstwo Logan – hrabstwo położone w USA w stanie Kansas z siedzibą w mieście Oakley. Założone 24 lutego 1887 roku.

## Miasta
- Oakley
- Winona
- Russell Springs

## Sąsiednie Hrabstwa
- Hrabstwo Thomas
- Hrabstwo Gove
- Hrabstwo Scott
- Hrabstwo Wichita
- Hrabstwo Wallace
- Hrabstwo Sherman